# Хоцив (Ласький повіт)
Хоцив (пол. Chociw) — село в Польщі, у гміні Відава Ласького повіту Лодзинського воєводства.
Населення — 725 осіб (2011).
У 1975-1998 роках село належало до Серадзького воєводства.

## Демографія
Демографічна структура станом на 31 березня 2011 року:
|          | Загалом | Допрацездатний вік | Працездатний вік | Постпрацездатний вік |
| -------- | ------- | ------------------ | ---------------- | -------------------- |
| Чоловіки | 345     | 59                 | 241              | 45                   |
| Жінки    | 380     | 58                 | 228              | 94                   |
| Разом    | 725     | 117                | 469              | 139                  |